# 阿拉莫 (加利福尼亞州)
阿拉莫（英語：Alamo）是位於美國加利福尼亞州康特拉科斯塔縣的一個人口普查指定地區。

## 地理
阿拉莫的座標為37°51′01″N 122°01′56″W / 37.85028°N 122.03222°W，而該地最高點為海拔高度79米（即259英尺）。

## 人口
根據2010年美國人口普查的數據，阿拉莫的面積為25.04平方千米，當中陸地面積為25.04平方千米，而水域面積為0.00平方千米。當地共有人口14570人，而人口密度為每平方千米581人。